# Trakhí Óros
Trakhí Óros är ett berg i Grekland.   Det ligger i regionen Peloponnesos, i den södra delen av landet, 120 km väster om huvudstaden Aten. Toppen på Trakhí Óros är 1 272 meter över havet.
Terrängen runt Trakhí Óros är kuperad åt sydväst, men åt nordost är den bergig. Runt Trakhí Óros är det glesbefolkat, med 13 invånare per kvadratkilometer. Närmaste större samhälle är Vytína, 17,1 km väster om Trakhí Óros. Trakten runt Trakhí Óros består i huvudsak av gräsmarker.